# Barbara Lotzmann
Barbara Lotzmann (* 27. Oktober 1935 in Gelenau) ist eine deutsche Schauspielerin und Hörspielsprecherin.

## Leben und Karriere
Barbara Lotzmann wuchs mit ihrer alleinerziehenden Mutter in Gelenau, einer kleinen Ortschaft im Erzgebirge auf, wo sie bis zur 8. Klasse die Volksschule besuchte. Sie absolvierte zunächst eine Banklehre bei der Deutschen Notenbank in Karl-Marx-Stadt und schloss diese 1950 mit einem Diplom ab. Von 1954 bis 1957 schloss sie eine Schauspielausbildung in Ost-Berlin an, an der Hochschule für Schauspielkunst Ernst Busch. Von 1957 bis 1959 hatte sie ihr erstes Engagement am Theater Halle, von wo sie 1959 ans Schauspiel Karl-Marx-Stadt wechselte. Sie war unter anderem in der Titelrolle der Eva am 20. Oktober 1961 im Rahmen der deutschsprachigen Erstaufführung des Musicals Eva, bist du noch zu retten zu sehen. Es wurde anlässlich der Tage der finnischen Kultur und der neu vereinbarten Städtepartnerschaft von Karl-Marx-Stadt mit Tampere unter der Regie von Erwin Leister im Marmorpalast gezeigt. Bis zu seiner Schließung aus baulichen Gründen, war der Marmorpalast in der Nachkriegszeit zunächst Übergangsspielstätte und nachfolgend gelegentliche Spielstätte des Städtischen Theaters. Von 1966 bis 1981 war Barbara Lotzmann am Nationaltheater Weimar beschäftigt.
Ihr Mann und Schauspielkollege Rainer Höfer wurde aus politischen Gründen von den DDR-Behörden verfolgt und inhaftiert, was dazu führte, dass sie ebenfalls von der Staatssicherheit überwacht wurde. 1981 erhielt die Familie den Ausreisebefehl und musste binnen drei Tagen das Land verlassen. Ab 1983 war Barbara Lotzmann Ensemblemitglied am Theater Basel, bis sie dort aus Altersgründen im Jahr 2013 ausschied. Darüber hinaus war sie in Gastrollen am Schauspielhaus Zürich zu sehen. 2007 feierte sie in Basel ihr fünfzigstes Bühnenjubiläum mit dem Solo-Abend Barbara Lotzmann: Auf Sturm gebürstet.
Mit Rainer Höfer hat sie einen gemeinsamen Sohn.
Laut der ARD-Hörspieldatenbank war sie auch in über zwanzig Hörspielen als Sprecherin tätig, überwiegend beim Rundfunk der DDR.

## Theaterrollen (Auswahl)
- 1961: Eva, bist du noch zu retten, Regie: Erwin Leister, Marmorpalast Karl-Marx-Stadt
- 1974: Fiktiver Report über ein amerikanisches Pop-Festival, Nationaltheater Weimar
- 1992: Mars, Regie: Johann Kresnik, Theater Basel
- 1997: Der nackte Wahnsinn, Regie: Joachim Siebenschuh, Theater Basel
- 1999: Antigone von Sophokles, Regie: Andreas Homoki, Theater Basel
- 2002: Merlin oder Das wüste Land von Tankred Dorst, Regie: Stefan Bachmann, Theater Basel
- 2003: Hedda Gabler, Regie: Stephan Müller, Theater Basel
- 2007: Barbara Lotzmann: Auf Sturm gebürstet, Theater Basel
- 2008: Liebe und Geld von Dennis Kelly, Regie: Elias Perrig, Theater Basel[7]
- 2010: Frühlings Erwachen von Frank Wedekind, Regie: Elias Perrig, Theater Basel
- 2012: Pension Schöller, Regie: Christiane Pohle, Theater Basel[8]

## Filmografie
- 1957: Sein Meisterstück, Regie: Wolfgang Böttcher, Percy Dreger
- 1962: Kidnapper, Regie: Karlheinz Adler, Hans Dieter Mäde
- 1975: Lotte in Weimar
- 1976: Die Leiden des jungen Werthers
- 1977: Die unverbesserliche Barbara
- 1978: Däumelinchen (Sekai Meisaku Douwa Oyayubi Hime) – Synchronsprecherin
- 1992: Schatten der Liebe, Regie: Christof Vorster
- 1992: Tatort (Fernsehserie, Folge 1x267 Falsche Liebe), Regie: Susanne Zanke
- 1997: Propellerblume, Regie: Gitta Gsell
- 2001: Dragan und Madlaina, Regie: Kaspar Kasics, Franz Dängeli

## Hörspiele (Auswahl)
Die Hörspiele wurden, soweit nicht anders angegeben, beim Rundfunk der DDR produziert.
- 1971: Dimitar Dimow, Horst Heitzenröther: Tabak (2 Teile) (ph) – Regie: Walter Niklaus (Hörspielbearbeitung)
- 1972: Max von der Grün, Gerhard Bengsch: Zwei Briefe an Pospischiel (Teil 2: Der zweite Brief) – Regie: Walter Niklaus (Hörspielbearbeitung)
- 1972: Hans Siebe: Tod des Siebenschläfers (Elfie, Kellnerin) – Regie: Walter Niklaus (Original-Hörspiel, Kriminalhörspiel)
- 1973: Hans Siebe: Kleiner Mann gesucht (Frau Kraus) – Regie: Walter Niklaus (Originalhörspiel, Kriminalhörspiel)
- 1973: Fritz Bohne, Gerhard Bengsch: Eva und Adam (Teil 3: Wieviel Sterne hat der Himmel) (Hilde Lienau) – Regie: Walter Niklaus (Hörspielbearbeitung)
- 1973: Rudi Strahl: Adam und Eva und kein Ende (Hela) – Regie: Walter Niklaus (Hörspielbearbeitung)
- 1974: Johann Wolfgang von Goethe: Die Wahlverwandtschaften (1. Teil) (Baronesse) – Regie: Walter Niklaus (Hörspielbearbeitung)
- 1975: Horst-Ulrich Semmler: Der Apostel Lukas oder Der siebente Lehrer (Olga) – Regie: Joachim Staritz (Originalhörspiel, Kinderhörspiel)
- 1975: Jukka Pakkanen: Der Weihnachtsmann – Regie: Edith Schorn (Originalhörspiel)
- 1976: Gerhard Rentzsch: Jugendweihe (Marlies) – Regie: Walter Niklaus (Originalhörspiel)
- 1976: Gerd Zebahl: Ein ganzer Koffer voll Geld (Cilly, Kleinschmidts Frau) – Regie: Klaus Zippel (Originalhörspiel, Kriminalhörspiel, Kurzhörspiel)
- 1976: Friedbert Stöcker: Liebe, noch wie April (eine Frau) – Regie: Klaus Zippel (Originalhörspiel)
- 1978: Gerhard Jäckel: Sonntagsfrühstück (Madelaine) – Regie: Klaus Zippel (Originalhörspiel, Kriminalhörspiel, Kurzhörspiel)
- 1978: Monika Helmecke: Aus der Schule geplaudert (Anni) – Regie: Klaus Zippel (Originalhörspiel)
- 1979: Jochen Hauser: Gregorianer – Regie: Walter Niklaus (Originalhörspiel)
- 1979: Wolf D. Brennecke: Teilung eines Hauses (Heidrun, Robert Burtaks Frau) – Regie: Walter Niklaus (Originalhörspiel)
- 1979: Ruth Werner: Katja in der Schweiz oder Der Maulwurfshügel (Bäuerin) – Regie: Klaus Zippel (Hörspielbearbeitung)
- 1980: Lutz Rathenow: Mensch ärgere dich nicht (Mutter) – Regie: Walter Niklaus (Originalhörspiel, Kurzhörspiel)
- 1980: Peter Löw: Junge Frau, alleinstehend, ein Sohn (Irene) – Regie: Walter Niklaus (Originalhörspiel, Kurzhörspiel)
- 1982: Bernhard Pfletschinger: Cogito Ergo (Becker) – Regie: Klaus-Dieter Pittrich (Hörspiel – WDR)
- 1985: Allen Saddler: B.U.B. oder Wie man es macht (Sarah) – Regie: Willy Buser (Hörspiel – DRS)
- 1992: Daniel Keyes: Blumen für Algernon (Mrs. FLYNN) – Regie: Buschi Luginbühl (Hörspielbearbeitung, Science-Fiction-Hörspiel – DRS)
- 1993: Ingeborg Bachmann: Der Fall Franza (Frau Rosi) – Regie: Stephan Heilmann (Hörspielbearbeitung – DRS/NDR)
- 1997: Hanspeter Gschwend: Der Olympiafähndler (Weib 1) – Regie: Fritz Zaugg (Originalhörspiel – DRS)

Quellen: ARD-Hörspieldatenbank und HörDat, die Hörspieldatenbank